# Colubrina
Colubrina is een geslacht uit de wegedoornfamilie (Rhamnaceae). De soorten komen wereldwijd voor in de (sub)tropen.

## Soorten
- Colubrina acunae Kitan.
- Colubrina alluaudii (H.Perrier) Capuron
- Colubrina amazonica W.Palacios
- Colubrina angustior (M.C.Johnst.) G.L.Nesom
- Colubrina arborescens (Mill.) Sarg.
- Colubrina articulata (Capuron) Figueiredo
- Colubrina asiatica (L.) Brongn.
- Colubrina beccariana Warb.
- Colubrina berteroana Urb.
- Colubrina californica I.M.Johnst.
- Colubrina cordifolia Reissek
- Colubrina cubensis (Jacq.) Brongn.
- Colubrina decipiens (Baill.) Capuron
- Colubrina ehrenbergii Schltdl.
- Colubrina elliptica (Sw.) Brizicky & W.L.Stern
- Colubrina faraloatra (H.Perrier) Capuron
- Colubrina glandulosa G.Perkins
- Colubrina greggii S.Watson
- Colubrina heteroneura (Griseb.) Standl.
- Colubrina humbertii (H.Perrier) Capuron
- Colubrina javanica Miq.
- Colubrina johnstonii T.Wendt
- Colubrina lanceolata G.L.Nesom
- Colubrina macrocarpa (Cav.) G.Don
- Colubrina macrocarpoides (Suess.) G.L.Nesom
- Colubrina mezquitalensis G.L.Nesom
- Colubrina neoviridis G.L.Nesom
- Colubrina nicholsonii A.E.van Wyk & Schrire
- Colubrina obscura (Schrank) M.C.Johnst.
- Colubrina oppositifolia Brongn. ex H.Mann
- Colubrina pedunculata Baker f.
- Colubrina retusa (Pittier) R.S.Cowan
- Colubrina sordida M.C.Johnst.
- Colubrina spinosa Donn.Sm.
- Colubrina stricta Engelm.
- Colubrina subsessilis G.L.Nesom
- Colubrina tequila G.L.Nesom
- Colubrina texensis (Torr. & A.Gray) A.Gray
- Colubrina travancorica Bedd.
- Colubrina triflora Brongn. ex Sweet
- Colubrina verrucosa (Urb.) M.C.Johnst.
- Colubrina villarrealii G.L.Nesom
- Colubrina viridis (M.E.Jones) M.C.Johnst.
- Colubrina yucatanensis (M.C.Johnst.) G.L.Nesom

... · 
Alphitonia · 
Ceanothus · 
Discaria · 
Gouania · 
Nesiota · 
Phylica · 
Pomaderris · 
Rhamnus (Vuilboom) · 
Sageretia · 
Ziziphus · 
...